# Nitraria komarovii
Nitraria komarovii är en harmelbuskväxtart som beskrevs av Iljin & Lava. Nitraria komarovii ingår i släktet Nitraria och familjen harmelbuskväxter. Inga underarter finns listade i Catalogue of Life.